# Crvena Reka
Crvena Reka (en serbe cyrillique : Црвена Река) est un village de Serbie situé dans la municipalité de Bela Palanka, district de Pirot. Au recensement de 2011, il comptait 690 habitants.
Crvena Reka est située sur la route européenne E80.

## Démographie
| 1948 | 1953 | 1961 | 1971 | 1981 | 1991 | 2002 | 2011 |
| ---- | ---- | ---- | ---- | ---- | ---- | ---- | ---- |
| 261  | 281  | 413  | 321  | 357  | 404  | 303  | 690  |

|  |